# Жіноча збірна Киргизстану з хокею із шайбою
Жіноча збірна Киргизстану з хокею із шайбою — національна жіноча збірна команда Киргизстану, яка представляє країну на міжнародних змаганнях з хокею. Функціонування команди забезпечується Федерацією хокею Киргизстану, яка є членом ІІХФ.

## Історія
Хокей традиційно вважається чоловічим видом спорту в Киргизстані, а жіноча команда була сформована лише у 2020 році, коли група школярок створила команду «Шапак».
Зрештою, було сформовано національну команду, яка дебютувала у 2023 році на міжнародному турнірі Азії та Океанії під егідою ІІХФ, у Бангкоку, Таїланд. У підсумку киргизки посіли передостаннє сьоме місце. У матчі за сьоме місце переграли збірну Кувейту з мінімальним рахунком 1–0.
Наступного року чемпіонат відбувся в столиці Киргизстану Бішкек. Домашня арена не допомогла збірній Киргизстану, вона фінішувала останньою серед п'яти команд поступившись в усіх чотирьох матчах турніру.
Не стала винятком для збірної Киргизстану і третя участь в Кубку Азії та Океанії, що відбулась в Аль-Айні (Об'єднані Арабські Емірати). Киргизки фінішували останніми на шостому місці, набравши одне очко в матчі проти Індії, який вони програли по булітах 2–3.